# Charles Sturt University Study Centres
Khu học xá đầu tiên của trường Đại học Charles Sturt được thành lập tại Sydney năm 2001 và tại Melbourne năm 2007. Trường được gọi bằng cái tên "CSU Study Centres", nó thuộc tổ chức giáo dục Study Group Australia. (CSU) là trường đại học công lập và là thành viên của các trường đại học nhóm Commonwealth Association of Commonwealth Universities. Tên danh dự của trường là Charles Sturt (1795–1869), Từ thế kỷ 19, những người tiền thân thành lập nên trường là những nhà thám hiểm châu Âu đầu tiên đi du lịch trên lãnh thổ mà hiện thời tổ chức này vẫn đang điều hành trường với nhiều trụ sở. Ngoài 2 trụ sở dành cho học sinh quốc tế Sydney và Melbourne CSU có sự kết nối với các trụ sở khác tại Albury-Wodonga, Bathurst, Dubbo, Orange và Wagga Wagga, các trụ sở khác tại Canberra, Goulburn, Manly, Parramatta và Canada.
Study Group là tổ chức giáo dục hàng đầu thế giới và đào tạo học sinh ở 5 quốc gia khác nhau với các trường khác như Taylors College, Martin College và Embassy CES.
Charles Sturt University và Study Group ký kết để thành lập trường vào tháng 3 năm 2001, đào tạo chương trình cử nhân và thạc sĩ tại 2 trụ sở Sydney và Melbourne. Là trường đại học chuyên nghiệp, CSU cung cấp chương trình học thực tiễn, Ngoài ra, CSU cam kết đào tạo linh hoạt, học tập và giảng dạy, và sử dụng công nghệ hiện đại nhằm thích nghi và đáp ứng với nhu cầu của học sinh. Việc thành lập các Trung tâm học tập CSU tại hai thành phố chính tại Úc sẽ mở rộng sự đa dạng về tỉ lệ học sinh của mình bao gồm học sinh đến từ nông thôn, Thành phố và quốc tế.
Trụ sở CSU truy cập my.csu, kênh trung tâm thông tin và truyền thông chính thức với Đại học, và CSU Interact, CSU trực tuyến cung cấp các dữ liệu, tài liệu học tập. Phần lớn các dữ liệu ở thư viên, các dịch vụ và cơ sở dữ liệu luôn có sẵn trực tuyến, có thể truy cập vào nguồn dữ liệu CSU. Các trụ sở của trường cũng có quyền truy cập đến chỗ ở và dịch vụ sinh viên tại từng địa điểm.

## Các trụ sở của trường

### Trụ sở Melbourne
Trụ sở trường CSU tại Melbourne nằm trong tòa nhà hiện đại cao 10 tầng, thuận tiện nằm ngay trung tâm thành phố.
Trường rất thuận tiện với các phương tiện giao thông – cách các trạm tàu lửa khoảng 10 phút đi bộ, tại đây học sinh có thể đi tới các thành phố và các trạm tàu ngầm và xe buýt.

### Trụ sở Sydney
Trụ sở trường tại Sydney nằm ngay trung tâm thành phố, gần Hyde Park. Trường nằm ngay tại 3 trạm tàu lửa, có thể thông thương tới các thành phố và tuyến xe buýt. Nó rất gần với các khu Darling Harbour vàChinatown.

## Các khóa học
The following undergraduate and postgraduate courses are offered at CSU Study Centres in Sydney và Melbourne:

### Các khóa Cử nhân
- Bachelor of Business - Accounting[2]
- Bachelor of Business - Management[3]
- Bachelor of Business - Marketing[4]
- Bachelor of Business - Finance
- Bachelor of Business Studies[5]
- Bachelor of Information Technology[6]

### Các khóa học Graduate Diploma
- Graduate Diploma of Professional Accounting[7]
- Graduate Diploma of Business[8]
- Graduate Diploma of Information Technology[9]

### Các khóa Thạc sĩ
- Master of Professional Accounting[10]
- Master of Business Administration (MBA with specialisations)[11]
- Master of Business Administration (MBA extended version)[12]
- Master of Business (with specialisations)[13]
- Master of Business (double specialisations)[14]
- Master of Information Technology[15]

## Trang web chính thức
- CSU Study Centres official site
- Charles Sturt University official site
- Study Group official site

## Kết nối nội bộ
- Taylors College
- Martin College
- Embassy CES